# Aethioplitops muticus
Aethioplitops muticus là một loài tò vò trong họ Ichneumonidae.